# Boundish
Boundish est un jeu vidéo d'action sorti au Japon en 2006, sur Game Boy Advance. Il fait partie de la série bit Generations.

## Système de jeu
Boundish est constitué de cinq modes de jeux : Pool Flower, Box Juggling, Power Slider, Human League et Wild go Round.
Pool Flower se joue un peu comme de l'Air Hockey (ou du pong), c'est-à-dire que deux personnes (un joueur rouge et un joueur bleu) équipées d'une raquette (en fait une barre) se disputent une balle, en essayant de la placer à l'extrémité de l'adversaire et en essayant d'éviter que ça lui arrive. Chaque joueur peut bouger dans un espace en deux dimensions (et pas une seule comme le pong originel). La principale différence avec un jeu d'air hockey est que des boules (pas des balles) viennent se balader sur le terrain pour perturber le jeu. Ces boules ont plusieurs propriétés: Elles arrivent en jeu incolores. Quand elles sont incolores et qu'on les touche avec la balle, elles prennent la couleur du joueur qui a lancé la balle (rouge ou bleu), et laissent continuer la balle sans la modifier. Quand on les touche et qu'elles ont la même couleur que nous, il ne se passe rien (tant pour la balle que pour la raquette). Quand on la raquette du joueur passe sur une boule qui a la couleur de l'adversaire, elle est ralentie. Quand la balle touche une boule de la couleur de l'adversaire, elle rebondit et change la couleur de la boule pour la sienne.
Box Juggling est un jeu de jonglage où on jongle avec une boite. Il y a trois façons de rattraper la boite: Si elle retombe sur un des bras du joueur, elle est renvoyée sans autres mais sur une petite hauteur. Si elle tombe sur la tête du joueur, elle repart comme pour les bras mais immobilise le joueur pendant un court instant (ou lui enlève sa protection, comme ses cheveux par exemple). Enfin, si le joueur appuie sur "A" au moment où la boite le touche, elle sera renvoyée haut. Le jeu est basé sur du scoring. Les points sont comptabilisés par nombre de fois où la caisse touchera un bras. D'autres caisses interviennent durant la partie pour rehausser un peu le challenge.
Power Slider est un jeu de nouveau basé sur du pong (modifié). Les joueurs se déplacent sur un axe circulaire (mais pas entièrement rond, à peu près les 3/4 d'un cercle, les deux cercles s'encastrent). Ils peuvent donner de l'effet à la balle (en appuyant sur « A » au moment de la frapper).
Human League est aussi une variante de pong. Chaque joueur possède deux personnages, qui se déplacent simultanément à la verticale (mais avec un léger décalage de vitesse, le personnage derrière va moins vite). Le personnage de devant peut bouger sur un plan en deux dimensions tandis que le personnage à l'arrière ne peut bouger que sur un axe. Il est possible de donner des effets à la balle selon comment on la frappe.
Wild go Round reprend lui aussi le concept de base de pong. Ici les deux joueurs sont autour d'un vinyle (sur lequel il est marqué « Boundisk »). Les joueurs peuvent alternativement modifier la vitesse du vinyle et donc la trajectoire de la balle pour perturber l'adversaire (et du même coup la vitesse de la musique de fond se modifie).

## Accueil
- Eurogamer : 4/10[1]